# ماتیاس فچ
ماتیاس فچ (انگلیسی: Mathias Fetsch؛ زادهٔ ۳۰ سپتامبر ۱۹۸۸) بازیکن فوتبال اهل آلمان است.
از باشگاه‌هایی که در آن بازی کرده‌است می‌توان به باشگاه فوتبال هولشتاین کیل، باشگاه فوتبال دینامو درسدن، باشگاه فوتبال آگسبورگ، باشگاه فوتبال مونیخ ۱۸۶۰، باشگاه فوتبال کیکرز اوفنباخ، باشگاه فوتبال کارلسروهه، باشگاه فوتبال انرژی کوتبوس، و باشگاه فوتبال آینتراخت برانشوایگ اشاره کرد.
وی همچنین در تیم‌های ملی فوتبال جوانان آلمان، و جوانان آلمان، بازی کرده‌است.